# Ломан, Карл
Карл Ломан (нем. Karl Lohmann; 10 апреля 1898, Билефельд Германия — 22 апреля 1978, Берлин Германия) — немецкий биохимик, член АН ГДР (1949-78).

## Биография
Родился 10 апреля 1898 года в Билефельде в многодетной крестьянской семье. Был пятым ребёнком. В 1923 году получил образование в университетах Мюнстера, Гёттингена и Гейдельберга. С 1924-по 1929 год работал ассистентом О. Ф. Мейергофа в институте биологии кайзера Вильгельма в Берлине-Далеме.
В 1930-х годах был обвинён в нацизме из-за членства в фашистских партиях НСДАП, СА и СС, однако Карл Ломан категорически отверг все обвинения в нацизме.
С 1937-по 1951 год занимал должность профессора Берлинского государственного университета и директора института физиологической химии при этом же университете. С 1957-по 1961 год Карл Ломан занимал должность директора Института питания в Потсдаме. В 1964 году Карл Ломан ушёл на пенсию.
Скончался 22 апреля 1978 года в Берлине, спустя 12 дней со дня празднования своего 80-летнего юбилея.
Семья
Карл Ломан женился на Хелене Мюллер (1899—1980). В этом браке у него родились двое дочерей.

## Научные работы
Основные научные работы посвящены изучению биохимии мышечного сокращения.
- 1928 — Впервые выделил из мышцы пирофосфорную кислоту.
- 1929 — Совместно с Мейергофом открыл аденозинтрифосфорную кислоту (АТФ).
- 1934 — Открыл реакцию переноса фосфата с АТФ на креатин, которая вскоре станет известна как реакция Ломана.
- 1937 — Установил структуру кокарбоксилазы и показал что, её коферментом является тиаминпирофосфат.

## Членство в обществах
- Почётный доктор Берлинского университета имени А и В. Гумбольдтов (1961).
- Почётный президент института питания.
- Президент общества экспериментальной медицины ГДР.
- Член Германской академии естествоиспытателей Леопольдина.

## Награды и премии
- 1951 — Национальная премия ГДР
- 1958 — Орден «За заслуги перед Отечеством» 2 степени
- 1967 — Медаль Котениуса
- 1978 — Орден «За заслуги перед Отечеством» 1 степени
- 1978 — Медаль Гельмгольца